# Asma Agbarieh-Zahalka
Asma Agbarieh-Zahalka (arab.أسماء إغبارية-زحالقة, hebr. אסמא אגבארייה, ur. 1973) – izraelska dziennikarka i aktywistka polityczna narodowości arabskiej, przewodnicząca Organizacji na rzecz Akcji Demokratycznej (Da’am). Jedyna Arabka stojąca na czele izraelskiej partii politycznej.

## Życiorys
Agbarieh urodziła się w konserwatywnej muzułmańskiej rodzinie i dorastała w Jafie. W 1995 roku po ukończeniu studiów z literatury arabskiej na Uniwersytecie Telawiwskim rozpoczęła pracę jako redaktor dla al-Sabar, arabskojęzycznego wydania magazynu
„Etgar” (wyzwanie) publikowanego dla nowo powstałej partii Da’am. Dołączyła do partii i stała się aktywną działaczką w socjopolitycznych inicjatywach, skoncentrowanych na niedoborze mieszkaniowym miasta, jakości edukacji oraz statusu kobiet.
W 2000 roku założyła i kierowała wschodniojerozolimskim oddziałem poradni pracowniczej – Ma-an, która zapewnia pomoc niezrzeszonym pracownikom i bezrobotnym. W 2002 roku przeniosła oddział do Triangle, gdzie pracowała nad projektem skierowanym na poszukiwanie zatrudnienia dla robotników i bezrobotnych w różnych dziedzinach oraz edukacją młodzieży, a także nad projektem pomocy dla osób dotkniętych nadużyciami podczas pracy w systemie workfare (Mehalew).

### Kariera polityczna
Była kandydatką partii Da’am w wyborach w 2003 roku oraz była na czele ich list w wyborach w 2006, 2009 i 2013 roku Za każdym razem partia nie osiągała progu wyborczego.
W październiku 2008 roku ubiegała się o stanowisko burmistrza Tel Awiwu i zasiadła w Radzie Miasta. Partia uzyskała 0,45% głosów, co było poniżej progu procentowego.

## Życie osobiste
Jest żoną aktora Musy Zahalki. Para ma syna Adama (ur. 2009).
Krytykuje islam, z powodu restrykcji wobec kobiet oraz prawa szariatu. Jest ateistką.